# Пограничные силы Республики Армения
Пограничные войска Службы национальной безопасности Армении (арм. ՀՀ ԱԱԾ Սահմանապահ զորքեր) — подразделение Службы национальной безопасности Армении, которое обеспечивает охрану государственных границ страны. Ранее были известны как Пограничная охрана Армении (арм. ՀՀ Սահմանային պահպանություն).

## История

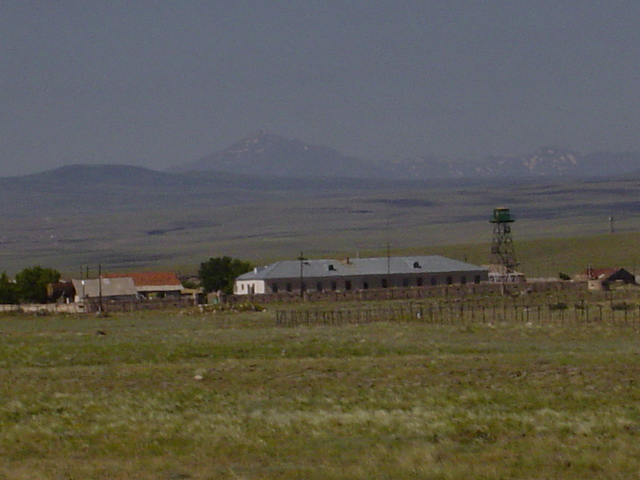
Армяно-турецкая граница. Ширакская область Армении (2007 год)

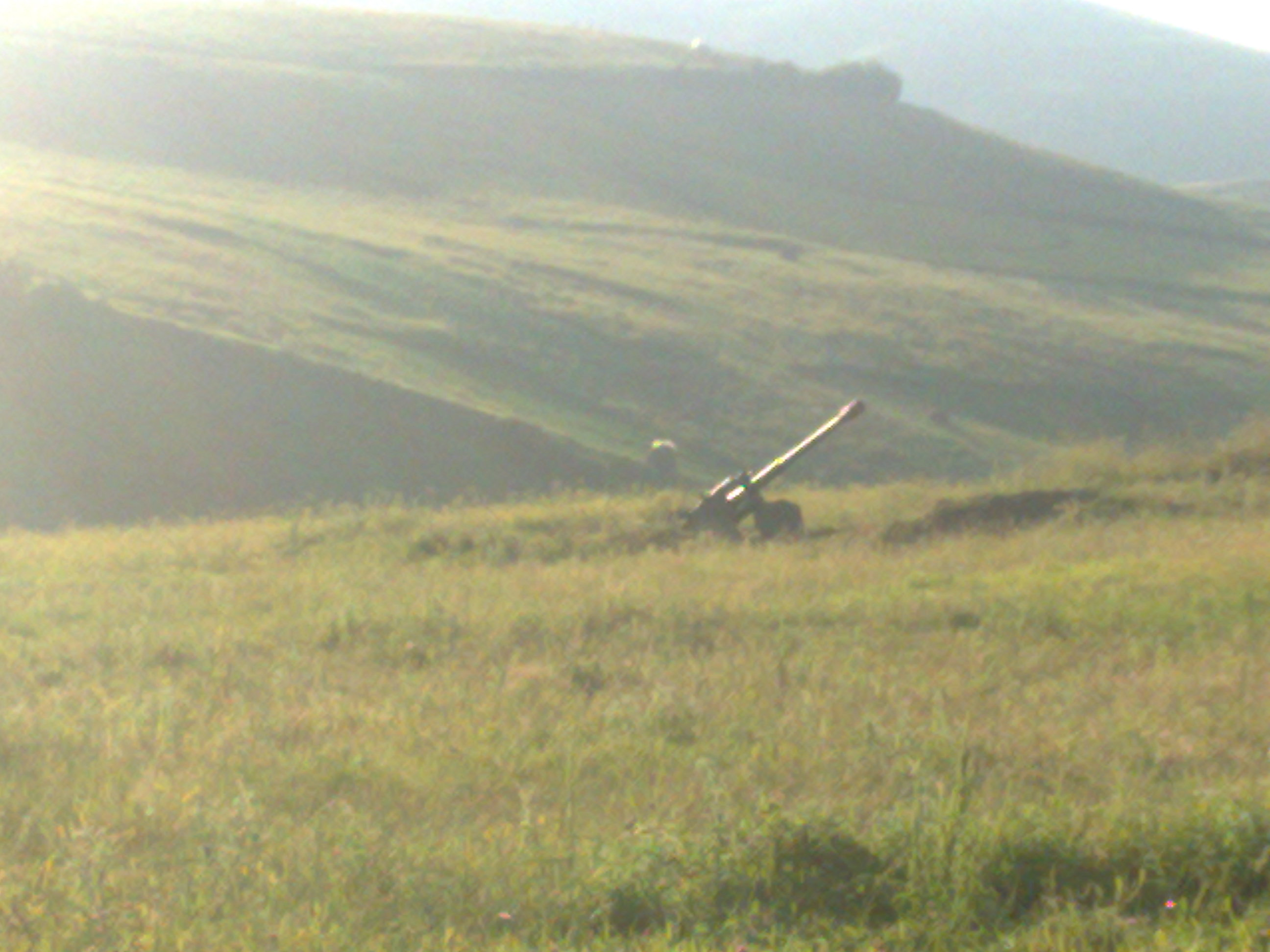
Армяно-азербайджанская граница. Армянская артиллерия близ села Норашен Тавушского района Армении (2009 год)

Пограничная охрана была сформирована в 1992 году в составе только что образованных Вооружённых сил Республики Армения. В распоряжении Пограничной охраны оказались часть объектов и имущества Закавказского пограничного округа пограничных войск СССР, официально расформированного 15 марта 1993 года.
С 1992 года Армения является членом Организации Договора о коллективной безопасности.
30 сентября 1992 года Россия подписала с Арменией договор «О статусе пограничных войск РФ, находящихся на территории Армении и условиях их функционирования», согласно которому охрана государственной границы Армении с Турцией (участок в 330 километров) и Ираном (45 километров) осуществляется пограничными войсками России. Данная система охраны указанных участков границы, полностью сохранилась с советского периода. По договорённостям 2024 года межгосударственные КПП перешли под исключительный контроль пограничной службы Армении.
В 1993 году указом Президента Республики Армения Управление пограничных войск Министерства обороны перешло под юрисдикцию Государственного управления национальной безопасности. 26 апреля 1994 года Верховный Совет Республики Армения принял закон «О государственной границе», а 20 ноября 2001 года был принят закон «О пограничных войсках».

## Современное состояние
Республика Армения имеет сухопутные границы с четырьмя государствами (Иран, Грузия, Турция, Азербайджан). Армянские пограничники охраняют армяно-грузинскую и армяно-азербайджанскую границы. Армяно-турецкую и армяно-иранскую границу охраняют четыре погранотряда специального управления ФСБ России в Армении.
Центральный орган руководства Пограничных сил — Главное управление охраны Государственной границы, состоящее из подчиненных ему воинских частей, воинских частей пограничного контроля, учебных воинских частей и подразделений обеспечения.
В 2016 году на вооружении пограничной охраны имелось 15 БМД-1, 60 БМП-1, 20 БМП-1К, 12 БРМ-1К, 70 бронетранспортёра (БТР-70, БТР-60 и БТР-152), а также автомобильная техника и БПЛА.
По данным Международного института стратегических исследований за 2020 год, на вооружении пограничной охраны были бронированные разведывательные машины, боевые машины пехоты типа БМП-1, бронетранспортеры типов БТР-60, БТР-70 и боевые машины десанта типа БМД-1. Арсенал вооружения за последующие четыре года не претерпел изменений.

## Командование Пограничной охраны

### Командиры
- Генерал Юрий Хачатуров (1992—2000)[5]
- Генерал-майор Армен Абрамян (ноябрь 2005 — 12 июня 2018)[6]
- Генерал-полковник Вагинак Саргсян (12 июня 2018 — 26 октября 2020)[7][8][9]
- Полковник Арман Маралчян (с 26 октября 2020 года)[10][11]

### Начальники штаба
- Гагик Тевосян (до 26 октября 2020)[12][13]
- Полковник Арман Гаспарян (26 октября 2020[14] — 30 июля 2024)
- Полковник Эдгар Унанян (30 июля 2024[15] — н. в.)